# Kabaret Olgi Lipińskiej
Kabaret Olgi Lipińskiej – najdłuższy i ostatni cykl telewizyjnych programów kabaretowych Olgi Lipińskiej nadawany w latach 1990-2005 i jednorazowo w 2010 roku. Bezpośredni następca kabaretowego cyklu autorki Kurtyna w górę (1977–1981 i 1984), który oficjalnie także nosił tytuł Kabaret Olgi Lipińskiej.
Kabaret powstały w latach 1990-2005 to cykl zapoczątkowany przez autorkę po kilkuletniej przerwie, mówiący o reakcjach społecznych na gwałtowne zmiany społeczno-ustrojowe jakie zaszły po transformacji systemowej w Polsce rozpoczętej na przełomie lat 80. i 90. XX wieku.

## Historia i charakter Kabaretu

### Geneza
Produkcję nowego kabaretowego cyklu rozpoczęto w 1990 roku, w czasie kiedy pierwszym niekomunistycznym prezesem Radiokomitetu był Andrzej Drawicz. Premiera pierwszego kabaretu pt. Kablowa nastąpiła w Poniedziałek Wielkanocny 16 kwietnia 1990 roku o godz. 21:50 w Programie Pierwszym TVP, gdzie następne kabarety były emitowane do 2005 roku. Od czasu pierwszej premiery Kabaret ukazywał się średnio sześć razy w roku, a w latach 2000−2005 regularnie co miesiąc z wyjątkiem wakacji.

### Tematyka
Kabaret Olgi Lipińskiej w satyryczny sposób poruszał głównie aktualne wówczas tematy społeczno-polityczne, ale koncentrował się na reakcjach polskiego społeczeństwa związanych ze stale zmieniającą się rzeczywistością III RP. W programie Lipińska starała się wytykać przywary, skłonności do fanatyzmów i uprzedzeń oraz krytykować mentalność i charakter narodowy Polaków.

Zawsze są dobre czasy na kabaret. A mnie interesowało, co rozumie społeczeństwo z poczynań polityków i z ich działań. Jak to interpretuje. Interesuje mnie, jak nasze społeczeństwo rozumie świat, w którym żyje. [...] [Wyśmiewałam] nasz charakter, nasze wychowanie, naszą edukację. Nas w Polsce nie uczą myślenia, logicznego myślenia. Uczymy się wierszyków na pamięć. Mickiewicza, Słowackiego. I dochodzą do tego niestety nauki Kościoła. Taki jest konglomerat naszej edukacji, formuje nam mentalność. Czy to będzie PRL, czy Kaczory, czy Tusk, mamy zakodowane w głowie, że wszystko wiemy lepiej. Polakom brakuje otwartości na inne sposoby myślenia. I ciągle mamy kompleksy, raz, że jesteśmy gorsi, raz, że jesteśmy najlepsi.

Autorka kabaretu oceniała w nieprzychylny sposób wpływ Kościoła katolickiego na polską politykę i społeczeństwo w swoim programie, zarzucając Kościołowi aspiracje do nadmiernej ingerencji we wszystkie dziedziny życia i bezduszność tak jak m.in. w piosence Urzędnicy Pana B., natomiast politykom Lipińska zarzucała nadmierną uległość wobec kleru, a jednocześnie, jak twierdzi Lipińska, jej kabaret nie atakował religii ani osób wierzących.

[Kościoł katolicki] jest, jaki jest od wieków: trzyma swoje owieczki w ciemnocie i gusłach, ale dlaczego politycy, przywódcy mojego kraju, tak obrzydliwie, bez honoru czołgają się przed biskupami? Bez różnicy z lewa i prawa podlizują się i kłaniają Kościołowi bez żadnego wstydu. [...] W moim kabarecie nie występowałam nigdy przeciwko wierze ani religii, mówiłam o pazerności i wypaczeniach Kościoła. Ten polski zastrachany obywatel we władzy też nie ma oparcia. Rządzący jeszcze bardziej boją się o stołki i jeszcze obrzydliwiej podlizują się proboszczom, aby ci z ambony poparli w wyborach tych, co dają, powiedzmy, na tacę.

Wśród poruszanych wprost tematów polityczno-społecznych w Kabarecie najbardziej dało się odczytać nawiązania do przemian zainicjowanych przez rządy Rakowskiego i Mazowieckiego takich jak np. plan Balcerowicza w piosence Balcerowicz wyciął nam numer, gdzie Lipińska wyśmiewała niechęć społeczeństwa do radykalnych zmian gospodarczych.

„Balcerowicz wyciął nam numer”, przecież to była piosenka popierająca. Śpiewaliśmy „Balcerowicz wyciął nam numer i różnicować dochody chce”, i Leszek Balcerowicz mi za to dziękował. Oczywiście ta reforma była okrutna, dzisiaj patrzę na to z innego punktu widzenia i trochę się wstydzę, że go tak bardzo poparłam, że wyśmiałam roszczeniowców, którzy, jak mi się wtedy wydawało, mieli roszczenia nie wiadomo o co. Dzisiaj myślę, że można było nie wprowadzać tak ostrego, szokowego kapitalizmu. Ludzie byli do tego nieprzygotowani.

### Koniec istnienia Kabaretu
Został zdjęty z anteny decyzją szefa TVP1 Macieja Grzywaczewskiego w 2005 roku po tym, jak nie powiodły się negocjacje o „liftingu” programu. Sama autorka zarzuciła ówczesnemu prezesowi TVP Janowi Dworakowi motywacje polityczne, a także sugerowała zakulisowe działania Kościoła katolickiego zmierzające do wyrzucenia jej programu z ekranu.
Kabaret powrócił do telewizji po pięcioletniej przerwie z jednym programem Burak czy pietruszka?, z okazji przyspieszonych wyborów prezydenckich z 2010 roku, który ukazał się w telewizyjnej Dwójce 11 czerwca 2010 roku o godz. 21:10.

## Obsada

### Obsada główna i drugoplanowa
| Aktor                    | Rola               | Debiut w programie     | Okres występowania         |
| ------------------------ | ------------------ | ---------------------- | -------------------------- |
| Wojciech Pokora          | Szef/Ekspert       | Kablowa                | 1990–1992, 2000–2005, 2010 |
| Hanna Śleszyńska         | panna Haneczka     | Kablowa                | 1990–2005, 2010            |
| Dorota Furman            | panna Dorota       | Kablowa                | 1990–1995                  |
| Marek Siudym             | pan Siudym         | Kablowa                | 1990–2005, 2010            |
| Grzegorz Wons            | Doradca            | Kablowa                | 1990–2005                  |
| Barbara Wrzesińska       | panna Basieńka     | Kablowa                | 1990–1991                  |
| Krzysztof Tyniec         | pan Krzysio        | Kablowa                | 1990–1994, 1997–2005, 2010 |
| Czesław Majewski         | pan Czesio         | Kablowa                | 1990–1991, 1993–2003       |
| Jan Tadeusz Stanisławski | Profesor           | Kandydat               | 1990–1992                  |
| Agnieszka Suchora        | Mała               | Studio eksperymentalne | 1991–2005                  |
| Krzysztof Stroiński      | Szef/Docent        | Skumbrie w tomacie     | 1992–1995                  |
| Jacek Wójcicki           | Jacek              | Skumbrie w tomacie     | 1992–1995                  |
| Izabella Olejnik         | Bellissima         | Lepiej z głupim zgubić | 1992–1998                  |
| Robert Rozmus            | Rozi               | Ryba-brzana-kiełbik    | 1993–2005, 2010            |
| Paweł Wawrzecki          | Tok Szoł           | Tok Szoł               | 1993–2005, 2010            |
| Janusz Rewiński          | prezes Misiek      | I po balu              | 1994–2000, 2004–2005       |
| Iwona Biernacka          | sekretarka prezesa | I po balu              | 1994–2000                  |
| Irena Tyl                | towarzyszka Kornik | Wart pałac Paca        | 1994–2005, 2010            |
| Andrzej Blumenfeld       | Profesor           | Stare numery           | 1995–2001                  |
| Edyta Jungowska          |                    | Stare numery           | 1995–2000                  |
| Władysław Grzywna        | Władek             | Znikoma szkodliwość    | 2000–2005, 2010            |

### Obsada gościnna
W późniejszych wydaniach częstymi gośćmi byli również Jan Kobuszewski i Piotr Fronczewski. Okazjonalnie pojawiali się aktorzy dawnych cykli kabaretowych autorki m.in. Barbara Wrzesińska (w stałej obsadzie do 1991 roku), Marek Kondrat i Janusz Gajos, również sama Olga Lipińska. Do rzadkości należały występy znanych aktorów, którzy nie byli związani z programami reżyserki, jak np. Zbigniew Zamachowski czy Zbigniew Buczkowski.
| Aktor                | Rola           | Tytuł programu                                                        | Rok występowania |
| -------------------- | -------------- | --------------------------------------------------------------------- | ---------------- |
| Iwona Kubicz         | dziennikarka   | Kablowa Struś Polskie danie                                           | 1990             |
| Edyta Wojtczak       | jako ona sama  | Bal                                                                   | 1990             |
| Joachim Lamża        | redaktor       | Studio eksperymentalne                                                | 1991             |
| Zbigniew Buczkowski  | pan Zbyniu     | Ryba-brzana-kiełbik Tok szoł                                          | 1993             |
| Zbigniew Zamachowski | Zbyniu         | Gdyby nie raj                                                         | 1997             |
| Daniel Olbrychski    | Andrzej Kmicic | Nie wiadomo dokąd                                                     | 1999             |
| Janusz Gajos         | jako on sam    | Tylko dla VIP-ów                                                      | 2002             |
| Jan Kobuszewski      | pan Janek      | Tylko dla VIP-ów                                                      | 2002             |
| Barbara Wrzesińska   | panna Basieńka | Tylko dla VIP-ów Burak czy pietruszka?                                | 2002, 2010       |
| Piotr Fronczewski    | pan Piotruś    | Lwi pazur mistrza Pieski Sylwester Wszystko już było Tylko dla VIP-ów | 1992, 1993, 2002 |
| Marek Kondrat        | pan Marek      | Coś wesołego Tylko dla VIP-ów                                         | 1993, 2002       |
| Tadeusz Kwinta       | Myszowaty      | Tylko dla VIP-ów                                                      | 2002             |
| Monika Dryl          |                | Burak czy pietruszka?                                                 | 2010             |
| Anna Sroka           |                | Burak czy pietruszka?                                                 | 2010             |
| Dorota Miśkiewicz    |                | Burak czy pietruszka?                                                 | 2010             |
| Monika Wierzbicka    |                | Burak czy pietruszka?                                                 | 2010             |

## Krytyka i kontrowersje
Gdy w 1990 kabaret wrócił na antenę w wolnej Polsce, Lipińska wywołała oburzenie swą ostrą krytyką instytucji Kościoła katolickiego (krytykowali ją za to m.in. Stefan Niesiołowski i Hanna Gronkiewicz-Waltz), m.in. przez piosenkę Urzędnicy Pana B.. Kabaret ganili też przedstawiciele duchowieństwa, zarzucając mu atak na tradycyjne wartości etyczne, obronę relatywizmu moralnego oraz straszenie Polaków widmem państwa wyznaniowego (por. częste nawiązania do podpisanego w 1993 konkordatu). Lipińska usiłowała odpierać te zarzuty twierdząc, że nie walczy z żadną religią, a jedynie z kołtunerią i przejawami arogancji Kościoła.
Przez wielu kwestionowana była także deklarowana często przez samą autorkę neutralność polityczna kabaretu. W pewnych latach dawało się zauważyć, że prawa strona sceny politycznej krytykowana jest częściej i gorliwiej niż przedstawiciele SLD, które to wrażenie potęgowało jeszcze pojawienie się Olgi Lipińskiej w komitetach wyborczych Aleksandra Kwaśniewskiego i Włodzimierza Cimoszewicza w latach 2000 i 2005.
Lipińskiej zarzucano też w 2001 (m.in. na łamach „Rzeczpospolitej”) udział w zmontowanej przez SLD i ekipę Roberta Kwiatkowskiego kampanii wymierzonej w PiS (piosenka z refrenem „hej, jadą z forsą wory/hej, a na nich kaczory/jadą po raz drugi, jadą po raz drugi/znów się forsa zgubi”).
Krytykę budziła także formuła programu nazwana przez jednego z publicystów „Gazety Wyborczej” stylistyką wrzasku.
W ostatnich latach uważano, że słabą stroną programu było odejście od tak niegdyś charakterystycznego dla autorki absurdalnego poczucia humoru, które łączyło ją z Gałczyńskim (zarzucano Oldze Lipińskiej, że w swych programach przestała nawiązywać do jego twórczości, zastępując ją piosenkami autorstwa współczesnych autorów). W ostatnich latach reżyserka wróciła jednak do tradycyjnej poezji Gałczyńskiego.

## Strona artystyczna Kabaretu

### Strona wizualna
Kabaret Olgi Lipińskiej był nagrywany w studiu bez udziału publiczności. Skecze przeplatane były piosenkami, w których aktorzy nie tylko śpiewali, ale także tańczyli wraz z baletem. Za choreografię odpowiedzialna była z początku Dorota Furman, a potem Zofia Rudnicka (w międzyczasie z programem współpracowała również Małgorzata Potocka). Autorkami scenografii do programów były Iwona Wesoły i Tatiana Kwiatkowska, a za montaż odpowiedzialna była Wiesława Liszewska, a w początkowych latach również Ryszard Czopowik.

### Skecze
Skecze wraz z piosenkami tworzyły swoistą fabułę. Kabaret zazwyczaj dział się w jednym miejscu akcji – w telewizji kablowej działającej pod nazwą Kaba 3, gdzie pojawiały się stałe postacie artystów i pracowników owej telewizji kablowej. Kaba 3 to jednocześnie nazwa cyklu kabaretów po roku 1990 używana przez autorkę, ale ta nazwa nie pojawiała się w czołówce programu.
W każdym programie było kilka minicykli, najpopularniejszy z nich i najbardziej charakterystyczny to Chata rozśpiewana. Akcja działa się w chacie rodziny Wściekliców, w której pojawiali się także ich sąsiedzi i kumowie. Cykl o Wścieklicach nawiązuje bezpośrednio do twórczości Stanisława Ignacego Witkiewicza. Przez wiele lat ta część Kabaretu kończyła się wezwaniem: „Idźta przez zboże, we wsi Moskal stoi” (wbrew obiegowej opinii nie jest to cytat z klasyki literatury polskiej, Olga Lipińska wymyśliła go sama, a w 1993 roku użyła go zresztą jako refrenu do jednej z piosenek).
Przez kilka lat (od 1993 roku) obecny był również w Kabarecie prowadzony przez Pawła Wawrzeckiego tok-szoł, ośmieszający płytkość nowych programów telewizyjnych i ukazujący w krzywym zwierciadle próbujące dostosować się na siłę do „nowoczesności” społeczeństwo i „publisię”.

### Piosenki
W Kabarecie Olgi Lipińskiej pojawiały się piosenki komentujące ówczesną rzeczywistość, nierzadko z pomocą odniesień do polskiej i światowej literatury. Oprócz piosenek pisanych specjalnie dla Kabaretu przez autorów współczesnych, były śpiewane także umuzycznione wiersze poetów uznanych za klasyków. Również wielu znanych kompozytorów współpracowało z autorką KOL. W ostatnich latach istnienia programu duża część piosenek była powtarzana.

#### Teksty
Od początku istnienia programu Olga Lipińska czerpała pełną garścią z bogatego dorobku literatury polskiej XIX i XX wieku, wykorzystując twórczość m.in. Adama Mickiewicza, Juliusza Słowackiego czy Stanisława Wyspiańskiego. Jednak twórcą, z którym Lipińska czuła się najbardziej związana, był Konstanty Ildefons Gałczyński – jego autorstwa jest większość z piosenek do Kabaretu (np. słynne Do góry uszy!, Skumbrie w tomacie, Zjeżdżanie endeków, Krucjata, Wróci wiosna baronowo, Serwus, Madonna czy W sprawie zakonu oo. regulantów).
Z twórców współczesnych teksty do programu pisali:
- Magda Czapińska (Ciesz się z tego co masz..., Urzędnicy Pana B.)
- Agnieszka Osiecka (Wariatka jeszcze tańczy..., Umarł Polak, umarł..., My chcemy do Europy..., Bo my jesteśmy moderna...)
- Andrzej Jarecki (Hop-siup, zwariowałem... – piosenka finałowa z lat 1990–1992, To nie są czasy dla ludzi – razem z Agnieszką Osiecką),
- Wojciech Kejne (A pan Balcerowicz..., Jeśli nie teraz, to kiedy...,To była piękna katastrofa, Systemowi cześć),
- Michał Błażejewski (Polska głupota, O żeż ty, Mojżesz, Europejski blues, Amen i Okay, Moja nowa siło przewodnia oraz większość finałów z lat 1992–1997),
- Marek Piechota (Nie musimy iść przez zboże – razem z Olgą Lipińską, Triolety o forsie),
- Włodzimierz Żukowski (Żeby nie..., Tango nędzoroba, Los caballeros degrengolada, Turkawka),
- Zdzisław Michał Kamiński (Don’t worry, be happy!, Rerum natura, Zwyczajni-niezwyczajni),
- Wojciech Lipczyk (Ryngraf, Wszyscy dla wszystkich, Wolny najmita),
- Ryszard Marek Groński (Czy warto było zmieniać rząd?),
- Krzysztof Bylinka (Miernota),
- Jan Tadeusz Stanisławski (W naszym cyrku..., Cała para w gwizdek)

Współautorką niektórych tekstów jest również sama Olga Lipińska (Daj se luz!, Nie musimy iść przez zboże..., Czerwony blask latarni... czy W imieniu całego narodu...).

#### Muzyka
Muzykę do tekstów piosenek pisali uznani kompozytorzy tacy jak:
- Włodzimierz Korcz,
- Czesław Majewski,
- Ewa Kornecka,
- Antoni Kopff,
- Adam Sławiński,
- Krzysztof Sadowski,
- Eugeniusz Majchrzak,
- Jarosław Abramow-Newerly,
- Andrzej Korzyński,
- Ryszard Poznakowski

## Koncerty estradowe Kabaretu
4 czerwca 2006 roku w ramach XLIII Krajowego Festiwalu Piosenki Polskiej w Opolu odbyło się widowisko 101 lat polskiego kabaretu w reżyserii Olgi Lipińskiej, który w zamierzeniu miał być „wybiórczą i niekoniecznie chronologiczną podróżą po polskich kabaretach literackich, od Zielonego Balonika do dziś”. Oprócz aktorów Kabaretu Olgi Lipińskiej wykonujących piosenki z jego repertuaru wystąpili także Wiesław Gołas, Wiesław Michnikowski, Irena Kwiatkowska i Krzysztof Kowalewski, którzy wykonywali przeboje piosenki kabaretowej m.in. W Polskę idziemy! czy Wesołe jest życie staruszka. Koncert prowadził Andrzej Poniedzielski.
17 kwietnia 2010 roku, w Sali Kongresowej PKiN, miał odbyć się koncert prowadzony przez Olgę Lipińską i Andrzeja Poniedzielskiego pt. Przeboje z kabaretów Olgi Lipińskiej. Artystów śpiewających na nim, wspomagać miał dwunastoosobowy Jazz City Choir pod kierownictwem Małgorzaty Korczyńskiej. Nigdy się nie odbył.
8 sierpnia 2015 roku w leśniczówce Pranie – Muzeum K.I. Gałczyńskiego w Praniu odbył się premierowy koncert Olga Lipińska i przyjaciele. Gwiazdy kabaretu. W koncercie udział wzięli: Monika Dryl, Kacper Kuszewski, Robert Rozmus, Anna Sroka-Hryń, Hanna Śleszyńska, Łukasz Borkowski oraz muzycy: Czesław Majewski, Robert Obcowski, Ryszard Poznakowski. Koncert prowadzili Olga Lipińska i Paweł Wawrzecki. Koncert wystawiono także w Mińsku Mazowieckim podczas 7. Festiwalu im. P. Skrzyneckiego (3 listopada 2015 r.) oraz w Warmińsko-Mazurskiej Filharmonii w Olsztynie (3 stycznia 2016 r.). Koncert w dużej mierze był poświęcony twórczości Konstantego Ildefonsa Gałczyńskiego – jego twórczości poetyckiej oraz satyrycznej (skecze i fragmenty Teatrzyku Zielona Gęś). W programie koncertu znajdują się też wybrane piosenki z Kabaretu Olgi Lipińskiej.

## Lista programów Kabaretu Olgi Lipińskiej[18]
| Rok  | Miesiąc | Tytuł                           |
| ---- | ------- | ------------------------------- |
| 1990 | IV      | Kablowa                         |
| 1990 | V       | Struś                           |
| 1990 | VII     | Polskie danie                   |
| 1990 | IX      | Kandydat                        |
| 1990 | XI      | Program na dziś                 |
| 1990 | XII     | Bal                             |
| 1991 | II      | Nasi i Elektorscy               |
| 1991 | III     | Wesołych Świąt                  |
| 1991 | V       | Ku pokrzepieniu serc            |
| 1991 | VI      | Uma uma um                      |
| 1991 | VII     | Cała w gwizdek                  |
| 1991 | X       | Studio eksperymentalne          |
| 1991 | XII     | Miejmy nadzieję                 |
| 1992 | III     | Bękarty                         |
| 1992 | VI      | Skumbrie w tomacie              |
| 1992 | VII     | Zza krzaka                      |
| 1992 | X       | Lepiej z głupim zgubić          |
| 1992 | XI      | Lwi pazur mistrza               |
| 1992 | XII     | Pieski Sylwester                |
| 1993 | I       | Nasza chata z kraja             |
| 1993 | II      | Wszystko już było...            |
| 1993 | IV      | Coś wesołego                    |
| 1993 | V       | Dajmy się zwariować             |
| 1993 | VII     | Ryba-brzana-kiełbik             |
| 1993 | X       | Tok Szoł                        |
| 1994 | I       | I po balu                       |
| 1994 | III     | Będzie, jak być musi            |
| 1994 | V       | Kto kogo w konia                |
| 1994 | VII     | Franczezing                     |
| 1994 | VIII    | Zgoda, zgoda                    |
| 1994 | XII     | Wart pałac Paca                 |
| 1995 | I       | Do siego po kres                |
| 1995 | II      | New age                         |
| 1995 | III     | Biznesdocent i łowy             |
| 1995 | III     | Gdzie oczy poniosą              |
| 1995 | VI      | Stare numery                    |
| 1995 | X       | Kulig w strusich jajach         |
| 1996 | I       | Obojga Narodów                  |
| 1996 | III     | Zmiana na lepsze                |
| 1996 | VI      | Postmoderna i pokropek          |
| 1996 | VII     | Wszystko co nasze               |
| 1996 | XII     | Szopka noworoczna               |
| 1997 | II      | Wczasy od Polski                |
| 1997 | III     | Niech się święci                |
| 1997 | V       | Gdyby nie raj                   |
| 1997 | XI      | Prezent od św. Mikołaja         |
| 1997 | XII     | Wesoło jak nigdy                |
| 1998 | II      | Nastąpi niespodzianka           |
| 1998 | IV      | Żeby jaja były świeże           |
| 1998 | VI      | Placówka for ever               |
| 1998 | IX      | Ogólne fiku-miku                |
| 1998 | XI      | Dziady na czatach               |
| 1998 | XII     | Don’t worry be happy            |
| 1999 | II      | Epidemia sukcesu                |
| 1999 | IV      | Nie wiadomo dokąd               |
| 1999 | VI      | Każdemu za swoje                |
| 1999 | IX      | Nasza dziura                    |
| 1999 | XI      | Skok na forsę                   |
| 2000 | I       | Era wodnika                     |
| 2000 | II      | Znikoma szkodliwość             |
| 2000 | III     | Usiądźmy i porozmawiajmy        |
| 2000 | IV      | Opera kosmiczna                 |
| 2000 | V       | Pralnia na skalę kraju          |
| 2000 | VI      | Piknik z premierem w tle        |
| 2000 | IX      | A może król?                    |
| 2000 | X       | Słodka dekadencja               |
| 2000 | XI      | Entliczek, pętliczek            |
| 2000 | XII     | Czarny pech                     |
| 2001 | I       | Karnawałowy przerywnik          |
| 2001 | II      | Popiół i śledzik                |
| 2001 | III     | Nowe perspektywy                |
| 2001 | IV      | Tyle złego co dobrego           |
| 2001 | V       | Zupa à la kacza                 |
| 2001 | VI      | Sprawa otwarta                  |
| 2001 | IX      | Same dobre wiadomości           |
| 2001 | X       | Odprawa posłów                  |
| 2001 | XI      | Każdemu na konto                |
| 2001 | XII     | Wielkie otwarcie                |
| 2002 | I       | Prognoza pogody                 |
| 2002 | II      | Po prostu elegancja             |
| 2002 | III     | Wirus optymizmu                 |
| 2002 | IV      | Kto nas rozbawi                 |
| 2002 | V       | Dziecinnie proste               |
| 2002 | VI      | Czas na milion                  |
| 2002 | IX      | Próba generalna                 |
| 2002 | X       | Tylko dla VIP-ów                |
| 2002 | XI      | Nowa tradycja                   |
| 2002 | XII     | I raut, i frak, i bal           |
| 2003 | I       | Na wsi weselej                  |
| 2003 | II      | Z rozmachem                     |
| 2003 | III     | Chwileczka prawdy               |
| 2003 | IV      | Lobbing, biling                 |
| 2003 | V       | Wylane z kąpielą                |
| 2003 | VI      | Światełko                       |
| 2003 | IX      | Szerokie horyzonty              |
| 2003 | X       | Konkurs otwarty                 |
| 2003 | XII     | K.I.G.                          |
| 2004 | I       | Oklaski na finał                |
| 2004 | I       | Zdrowia szczęścia i wszystkiego |
| 2004 | II      | Powiew niezupełnie świeży       |
| 2004 | III     | Nie nasza broszka               |
| 2004 | IV      | Łabędzi śmiech                  |
| 2004 | V       | Europejczycy                    |
| 2004 | VI      | Państwu już dziękujemy          |
| 2004 | IX      | Nawet najstarsi górale          |
| 2004 | X       | Kurs na misję                   |
| 2004 | XI      | Niebezpieczna pora              |
| 2005 | I       | Zrobieni w turka                |
| 2005 | III     | Polskie tańce                   |
| 2005 | IV      | Chata nadzorcza                 |
| 2005 | V       | Jest świetnie                   |
| 2010 | VI      | Burak czy pietruszka?           |

## Programy telewizyjne związane z Kabaretem Olgi Lipińskiej

### Piosenki z Kabaretu Olgi Lipińskiej
W latach 1991–1993 na antenie TVP1 oprócz samego kabaretu ukazywały się także Piosenki z Kabaretu Olgi Lipińskiej. Pierwszy cykl to rozmowy reżyserki ze znanymi postaciami życia kulturalnego Polski (m.in. Kazimierzem Kutzem, Jerzym Dudą-Graczem czy Agnieszką Osiecką), przeplatane piosenkami oraz fragmentami dawnych programów, ukazujące się kilka razy do roku. W drugim cyklu z podtytułem Teraz ja! (w 1993 roku) występowali sami aktorzy programu.

### Olga Lipińska zaprasza
Olga Lipińska zaprasza – program zrealizowany w latach 2015–2018 dla TVP Rozrywka, w którym Tomasz Raczek rozmawiał z Olgą Lipińską o powstawaniu jej kabaretów. Reżyserka opowiada w nim anegdoty z planu i wyjaśnia z perspektywy lat konteksty historyczne tworzenia najsłynniejszych scenek i piosenek prezentowanych w jej audycjach. Rozmowy są ilustrowane fragmentami kabaretów: Gallux Show, Właśnie leci kabarecik, Kurtyna w górę, Kabaret Olgi Lipińskiej. Premierowe odcinki emitowano w kilku sezonach co tydzień, z wyjątkiem wydań okolicznościowych.
| Numer odcinka | Data premiery     | Dzień i godzina emisji |
| ------------- | ----------------- | ---------------------- |
| 1             | 26 kwietnia 2015  | niedziela 20:40        |
| 2             | 3 maja 2015       | niedziela 20:40        |
| 3             | 10 maja 2015      | niedziela 20:40        |
| 4             | 17 maja 2015      | niedziela 20:40        |
| 5             | 24 maja 2015      | niedziela 20:40        |
| 6             | 31 maja 2015      | niedziela 20:40        |
| 7             | 11 listopada 2015 | środa 21:30            |
| 8             | 26 grudnia 2015   | sobota 15:25           |
| 9             | 24 marca 2016     | czwartek 22:25         |
| 10            | 31 marca 2016     | czwartek 22:25         |
| 11            | 7 kwietnia 2016   | czwartek 22:25         |
| 12            | 14 kwietnia 2016  | czwartek 22:20         |
| 13            | 21 kwietnia 2016  | czwartek 22:25         |
| 14            | 28 kwietnia 2016  | czwartek 22:20         |
| 15            | 11 listopada 2016 | piątek 17:10           |
| 16            | 25 grudnia 2016   | niedziela 15:25        |
| 17            | 25 grudnia 2016   | niedziela 19:20        |
| 18            | 31 grudnia 2016   | sobota 16:20           |
| 19            | 5 kwietnia 2017   | środa 22:10            |
| 20            | 19 kwietnia 2017  | środa 22:10            |
| 21            | 12 kwietnia 2017  | środa 22:10            |
| 22            | 26 kwietnia 2017  | środa 22:10            |
| 23            | 3 maja 2017       | środa 16:55            |
| 24            | 10 maja 2017      | środa 22:30            |
| 25            | 17 maja 2017      | środa 22:10            |
| 26            | 24 maja 2017      | środa 22:30            |
| 27            | 31 maja 2017      | środa 22:15            |
| 28            | 7 czerwca 2017    | środa 22:15            |
| 29            | 11 listopada 2017 | sobota 17:35           |
| 30            | 31 grudnia 2017   | niedziela 15:40        |
| 31            | 12 kwietnia 2018  | czwartek 23:30         |
| 32            | 15 marca 2018     | czwartek 23:30         |
| 33            | 8 marca 2018      | czwartek 23:20         |
| 34            | 22 marca 2018     | czwartek 23:25         |
| 35            | 5 kwietnia 2018   | czwartek 23:20         |
| 36            | 19 kwietnia 2018  | czwartek 23:25         |
| 37            | 10 maja 2018      | czwartek 23:25         |
| 38            | 17 maja 2018      | czwartek 23:25         |
| 39            | 24 maja 2018      | czwartek 23:25         |
| 40            | 7 czerwca 2018    | czwartek 23:25         |

Tabelę opracowano na podstawie publikowanych przez TVP programów dnia.